# Paradise Park (California)
Paradise Park es un lugar designado por el censo ubicado en el condado de Santa Cruz en el estado estadounidense de California. En el año 2010 tenía una población de 389 habitantes.

## Geografía
Paradise Park se encuentra ubicado en las coordenadas 37°0′22.55″N 122°2′32.5″O / 37.0062639, -122.042361.